# Maatschappelijk netwerk
Een maatschappelijk netwerk is een sociaal netwerk dat, in sociologische zin, de hele maatschappij omvat.
Het concept "(maatschappelijk) netwerk" wordt door verschillende sociologen zoals onder andere Manuel Castells en de Nederlander Jan van Dijk beschouwd als het huidige paradigmatische model volgens welk onze maatschappij is gestructureerd. Een netwerkmaatschappij wordt gedragen door een combinatie van sociale netwerken en interactieve medianetwerken (internet, telefoon, digitale omroep). In de loop van de 20e eeuw is de economie zich naar een netwerkstructuur gaan richten, en vervolgens de hele maatschappij. Daarmee wordt afstand genomen van de 'massamaatschappij' die gedragen werd door relatief grote en homogene organisaties, groepen en publieken en door massamedia met eenrichtingsverkeer.
Dit vertaalt zich concreet in onder andere de opkomst van internet en de dominante ruimtelijke conceptie 'space of flows'. Kenmerkend voor de netwerkmaatschappij is, dat door verregaande globalisering waarden en normen steeds onafhankelijker worden van plaats en tijd. Dit roept enerzijds de conservatieve reactie op om vast te houden aan wat nog rest van het traditionele ideeëngoed, en anderzijds de progressieve reactie van nieuwe identiteitsvormingsprocessen die mogelijk worden doordat traditionele maatschappelijke dogma's niet langer de boventoon voeren in de samenleving.
Maatschappelijke netwerken spelen een cruciale rol bij het tot stand komen van transities in het kader van duurzame ontwikkeling.